# Xysticus aprilinus
Xysticus aprilinus är en spindelart som beskrevs av Bryant 1930. Xysticus aprilinus ingår i släktet Xysticus och familjen krabbspindlar. Inga underarter finns listade i Catalogue of Life.